# Brian Trubshaw
Ernest Brian Trubshaw (29 janvier 1924 - 25 mars 2001) est un pilote d'essai de premier plan, et le premier pilote britannique à faire voler Concorde, en avril 1969.

## Biographie
Brian Trubshaw naquit à Liverpool en 1924, bien qu'il grandit à Llanelli où ses parents vivaient à l'époque. Il étudia au Winchester College. Il s’enrôla dans la Royal Air Force en 1942 à l'âge de dix-huit ans et se rendit aux États-Unis où il fut formé au pilotage aux commandes de biplans Stearman. Il rejoignit le Bomber Command en 1944, volant sur Stirling et Lancaster, et fut transféré un an plus tard au Transport Command.
Après la guerre, il rejoignit le service de transport aérien de la famille royale et du gouvernement du Royaume-Uni, pilotant George VI et d'autres membres de la famille royale. Puis en 1949-50, il enseigna à l'école de pilotage de l’Empire et le Collège Cranwell de la Royal Air Force.
Trubshaw se rendit ensuite en Malaisie quand il reçut la permission de quitter la RAF (Flight Lieutenant Trubshaw libéré de la RAF à sa demande le 21 mai 1950 ) de prendre un poste de pilote d'essai pour Vickers-Armstrongs, qu’il occupa 30 ans. Il succéda à G.R. « Jock » Bryce en tant que chef pilote d'essai en 1964, et devint directeur des essais en vol en 1966. Trubshaw travailla sur le développement du bombardier Valiant, du Vanguard, du VC10 et du BAC One-Eleven, et sur les essais en vol de l’ensemble d’entre eux.
Il fut connu du public lorsqu’il vola le 9 avril 1969 sur le Concorde, de Filton jusqu’à la base de Fairford, choisie pour les essais de cet appareil. Il sortit du cockpit futuriste du Concorde 002 avec les mots suivants : « C’était une opération enchanteresse, rafraîchissante, calme et sereine ». Des semaines plus tôt, il avait piloté un précédent vol d'essai sur le prototype français Concorde 001, sous le commandement d’André Turcat. Trubshaw et Turcat reçurent tous deux le prix Iven C. Kincheloe en 1971, pour leur travail sur le Concorde.
Il fut nommé membre de l'Ordre royal de Victoria en 1948. Il reçut l’Ordre de l'Empire britannique en 1964 et fut promu au rang de Commandeur de l’Ordre de l'Empire britannique en 1970. Il reçut la médaille aéronautique française en 1976. Il termina sa carrière en tant que directeur de division et directeur général des usines Filton de British Aerospace de 1980 à 1986. De 1986 à 1993, il fut membre du conseil d'administration de l'Autorité de l'aviation civile, et travailla comme consultant en aviation. Il écrivit des livres sur l'aviation, et notamment Concorde: The Inside Story.
L’ardent et extraverti, Trubshaw ajouta le golf à son intérêt constant pour le cricket, et plus tard s’impliqua dans l'équitation. Il fut pendant quelques années juge d'obstacles au Badminton Horse Trials.
Il épousa Yvonne Edmondson, née Clapham, en 1972. Il mourut paisiblement dans son sommeil à 77 ans, à son domicile à Tetbury, dans le Gloucestershire en 2001.